# Spermophilus vorontsovi
Spermophilus vorontsovi — вид гризунів з родини вивіркових, родом із західного Сибіру. Вид описаний на основі популяцій, раніше віднесених до S. erythrogenys.